# Скакунка (приток Пышмы)
Скакунка — река в России, протекает по Пышминскому району Свердловской области. Устье реки находится в 330 км по левому берегу реки Пышма. Длина реки составляет 10 км.

## Данные водного реестра
По данным государственного водного реестра России относится к Иртышскому бассейновому округу, водохозяйственный участок реки — Пышма от Белоярского гидроузла и до устья, без реки Рефт от истока до Рефтинского гидроузла, речной подбассейн реки — Тобол. Речной бассейн реки — Иртыш.
Код объекта в государственном водном реестре — 14010502212111200007945.

## Притоки
- Песьянка